# Bataille de Kham Duc
Guerre du Viêt Nam
Batailles
La bataille de Kham Duc est un engagement entre les forces armées américaines et les forces armées nord-vietnamiennes et le Front national de libération du Sud Viêt Nam (Việt Cộng) lors de la guerre du Viêt Nam qui se déroule du 10 au 12 mai 1968.
La bataille se déroule à Khâm Đức (dans l'actuel district de Phước Sơn de la province de Quảng Nam au Sud-Vietnam). Lors de l'offensive du Tết en 1968, la 2e division de l'Armée populaire vietnamienne (en) (APVN) tente de s'emparer de Da Nang, mais elle est vaincue à la bataille de Lo Giang (en) par des éléments de la 1re division des Marines et de la 23e division d'infanterie américaine. Le général Chu Huy Mân du APVN décide de se désengager des combats à la périphérie de la ville, et de se retirer dans les montagnes avec  afin de reposer, de reconstituer et de préparer la 2e division pour la prochaine grande opération. Khâm Đức, un petit district au nord de Quảng Tín, est choisi comme prochain objectif pour la 2e division. Après leur échec à Đà Nẵng, les services de renseignement militaire américains chargé de la zone tactique du 1er corps sud-vietnamien sont désorientés par les mouvements de la 2e division et n'arrivent pas à la localiser.
En mars et avril 1968, les renseignements militaires américains détectent des éléments de la 2e division APVN se dirigeant vers Khâm Đức, mais les véritables intentions nord-vietnamiennes sont encore inconnues. En réponse à ce qui pourrait être une attaque majeure, le général William Westmoreland décide de renforcer les défenses de Khâm Đức. Il envoie des éléments du génie militaire afin d'améliorer la piste d'atterrissage locale pour qu'elle puisse accueillir de gros avions de transport et ainsi acheminer des armes et des munitions pour le détachement américain A-105. La 11e compagnie de la MIKE Force (en) dirigée par l'Australie reçoit l'ordre de prendre position à Ngok Tavak (Ngok Ta Vak), un avant-poste desservant Khâm Đức, pour renforcer les capacités alliées de collecte de renseignements dans la région. Cependant, à l'insu des États-Unis et des autres forces alliées, le 1er régiment du Front national de libération du Sud Viêt Nam (Việt Cộng) observe depuis un certain temps la montée en puissance autour de Khâm Đức, et se prépare à lancer l'assaut en éliminant l'avant-poste de Ngok Tavak. 